# David Larible
David Larible (Verona, 1957. június 23.) olasz bohóc, cirkuszi szakember, minden idők egyik legsikeresebb bohóca.

## Élete

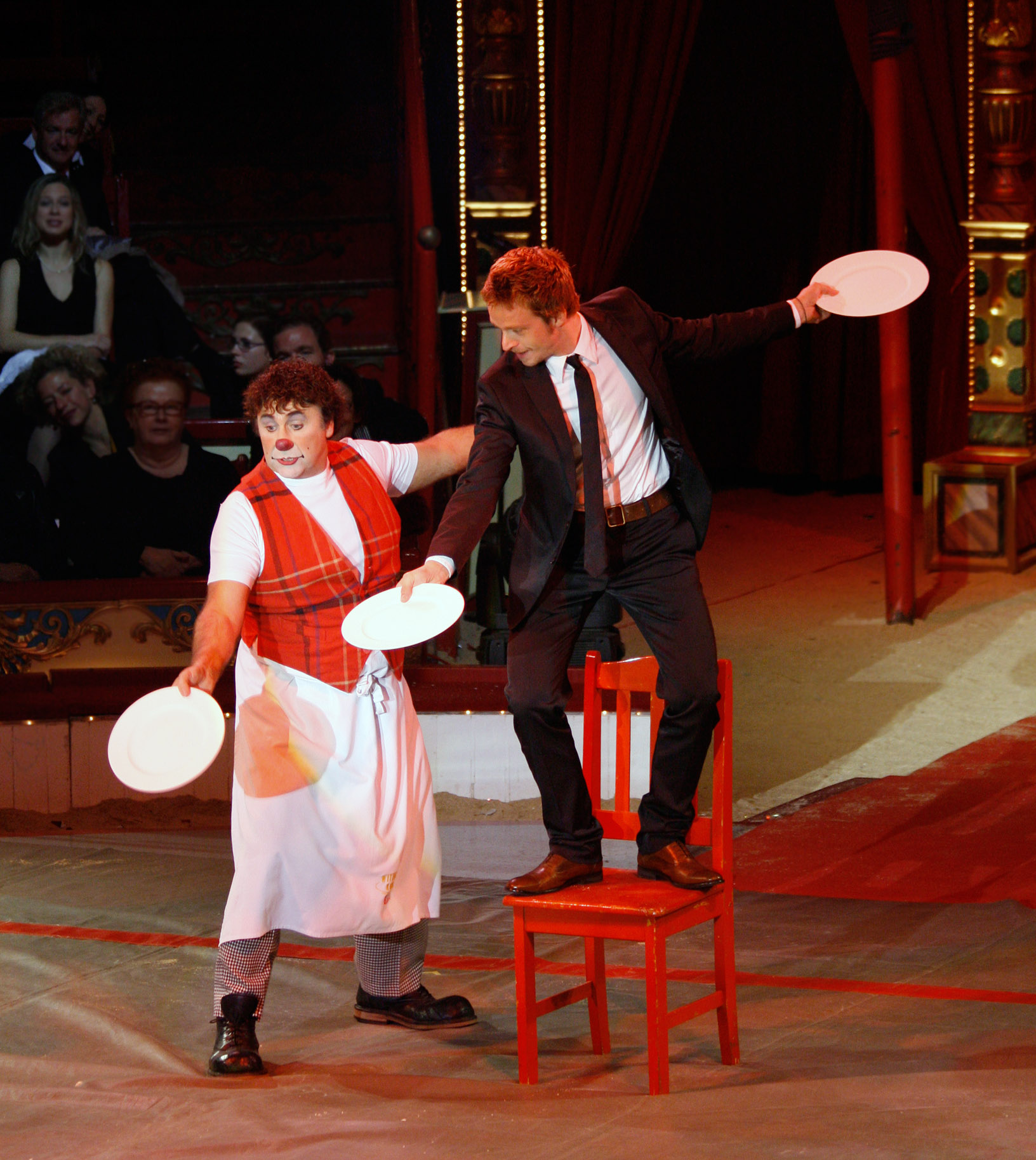
David Larible a Roncalli Cirkusz előadásán (Bécs, 2009)

David Larible 1957-ben született Veronában, hetedik generációs artista család gyermekeként. Családja Franciaországból származik. Szülei is artisták voltak. Édesapja, Eugenio Larible zsonglőrként illetve trapézművészként; édesanyja, Lucina Casartelli műlovarnőként dolgozott. Három nővére van: Eliana Larible, Cinzia Larible-Gerard és Vivien Larible.
Pályáját eleinte hagyományos cirkuszi bohócként, Augustusként kezdte, de zenei virtuozitása miatt a klasszikus repertoárú bohócot vegyítette az új trendekkel, mint például az orosz lírai bohóccal. Egykor akrobata és cirkuszi zenész is volt.
Anyanyelve az olasz, de folyékonyan beszél franciául, spanyolul, portugálul, angolul és németül is.
Nős, 1982-ben feleségül vette az amerikai-mexikói America Olivera Jimenez légtornászt, aki maga is artistacsalád sarja. Két gyermekük született, Shirley és David Pierre, akik szintén a cirkusz világában dolgoznak. Shirley gurtni légtornász, David Pierre klasszikus zsonglőrszámmal lép fel.
2001-ben volt egy rövid megjelenése az Ocean’s Eleven – Tripla vagy semmi című filmben. Ebben az évben felkérték, hogy szerepeljen egy különleges előadásban a Moszkvai Állami Nagycirkuszban.
2005-ben visszatért Európába, 2006-tól a német Roncalli Cirkusz bohóca volt. 2008 telén fellépett a Berlini Filharmonikusokkal.
2006-ban Budapesten járt, a Fővárosi Nagycirkuszban megrendezett 6. Budapesti Nemzetközi Cirkuszfesztivál díszvendége volt. 2008-ban és 2012-ben a fesztivál zsűritagja volt. Fia, Pierre David Larible Jr. a 9. fesztivál vendégeként lépett fel a gálaműsoron.
2014-től a svájci Circus Knie-vel lépett fel.

## Díjai
- 1988: Ezüst Bohóc-díj a Monte-carlói Nemzetközi Cirkuszfesztiválon.
- 1994: Platina Fokozat a Genoa Nemzetközi Cirkuszfesztiválon.
- 1997: Arany Oroszlán díj a Wu Quiao Cirkuszfesztiválon, Kínában. (Ő volt az első nem kínai származású győztes.)
- 1999: Arany Bohóc-díj a 23. Monte-carlói Nemzetközi Cirkuszfesztiválon.